# Samuel L. Jackson
Samuel Leroy Jackson  (Washington D. C., 21 de diciembre de 1948) es un actor y productor de cine, televisión y teatro estadounidense. Ha sido candidato al Premio Óscar, a los Globos de Oro y al Premio del Sindicato de Actores, así como ganador de un BAFTA al mejor actor de reparto y en 2022 se le entregó un Óscar honorífico a su trayectoria profesional. Es conocido por sus numerosas intervenciones en películas como Coming to America (1988), Goodfellas (1990), Jurassic Park (1993), Pulp Fiction (1994), Die Hard with a Vengeance (1995), A Time to Kill (1996), El protegido (2000), Changing Lanes (2002), S.W.A.T. (2003), Django Unchained (2012), Spiral, From the Book of Saw (2021) en el Universo cinematográfico de Marvel como el director de S.H.I.E.L.D., Nick Fury, en la saga Star Wars como el maestro Mace Windu (1999, 2002 y 2005) y en The Hateful Eight (2015) como el mayor Marquis Warren, El Cazarrecompensas. Jackson también es conocido por interpretar la voz del superhéroe Frozono en The Incredibles (2004), la de Whiplash en Turbo (2013), ZOG en Astro Boy (2009) y el oficial Frank Tenpenny en el exitoso videojuego sandbox Grand Theft Auto San Andreas (2004)
Es conocido mundialmente por interpretar a Nick Fury en las películas del Universo cinematográfico de Marvel: Iron Man (2008), Iron Man 2 (2010), Thor (2011), Capitán América: el primer vengador (2011) The Avengers (2012), Captain America: The Winter Soldier (2014), Avengers: Age of Ultron (2015), Avengers: Infinity War (2018), Capitana Marvel (2019), Avengers: Endgame (2019), Spider-Man: lejos de casa (2019) y The Marvels (2023), en la serie animada What If...? (2021) junto a su segunda (2023) y tercera temporada (2024); y la serie Invasión Secreta (2023).

## Biografía
Samuel L. Jackson nació el 21 de diciembre de 1948 en Washington D. C., Creció junto a su madre, Elizabeth Jackson, y su padrastro en la ciudad de Chattanooga, Tennessee. Su padre vivía en Kansas City, Misuri. Jackson recibió clases en una escuela, donde aprendió a tocar  la trompeta en la orquesta del colegio. Posteriormente, acudió a la universidad Morehouse College en Atlanta, Georgia, donde cofundó el grupo de teatro "Just Us Theater". Jackson terminó su licenciatura en Arte Dramático en 1972.
Mientras estaba en Morehouse, Jackson, junto a varios compañeros, participó en una manifestación que tomó el control del campus. Martin Luther King Sr. se encontraba en el edificio de administración en aquellos momentos, y no pudo salir de allí a causa de la manifestación. Los manifestantes dejaron salir al señor King cuando empezó a sufrir dolores en el pecho. 
Jackson contrajo matrimonio con LaTanya Richardson en 1980 y fruto de su unión tuvieron una hija, llamada Zoe Jackson, nacida en 1982. Actualmente reside en Beverly Hills, California.

## Trayectoria
Tras interpretar a una serie de personajes en películas sin demasiada repercusión, Jackson participaría en Juego de patriotas (1992), junto a Harrison Ford. Al año siguiente interpretó a un personaje secundario en Jurassic Park (1993), dirigida por Steven Spielberg y junto a actores como Sam Neill, Laura Dern y Richard Attenborough.
Trabajó con Quentin Tarantino en numerosas ocasiones, la primera de ellas en el thriller Pulp Fiction (1994), en la que compartió cartel con John Travolta y Uma Thurman. Por su interpretación de Jules Winnfield recibió candidaturas al premio Óscar, al Globo de Oro y al premio del Sindicato de Actores, todas ellas como «Mejor actor de reparto» y ganando el BAFTA en la misma categoría. Encadenó este papel con la cinta de acción Die Hard with a Vengeance (1995), protagonizada por Bruce Willis. Posteriormente interpretó a Carl Lee Hailey en la adaptación de la novela de John Grisham A Time to Kill (1996), dirigida por Joel Schumacher y con Sandra Bullock, Kevin Spacey y Matthew McConaughey como compañeros de reparto. Jackson volvió a obtener una candidatura al Globo de Oro en la categoría de «Mejor actor de reparto».
En los años siguientes intervendría en numerosas producciones tales como Jackie Brown (1997) en la que fue su segunda colaboración con Quentin Tarantino y en la que intervenía con Pam Grier, Robert De Niro y Michael Keaton y por la que volvió a ser candidato al Globo de Oro; y el thriller Sphere (1997) con Sharon Stone y Dustin Hoffman, que fue mayoritariamente vapuleada por los críticos y que recaudó apenas 37 millones de dólares con un presupuesto de 80. Más tarde llegarían pequeños papeles en filmes como Out of Sight (1998), que estaba protagonizada por George Clooney y Jennifer Lopez y el thriller The Negotiator (1998), junto a Kevin Spacey, contando de nuevo con el aplauso de la prensa cinematográfica. En 1999 participó en un personaje de reparto en Star Wars: Episodio I - La amenaza fantasma (1999), dirigida por George Lucas, protagonizada por Liam Neeson y Ewan McGregor. La cinta recaudó más de 920 millones en las taquillas del planeta. Ese mismo año también protagonizó Deep Blue Sea (1999) dirigida por Renny Harlin, acumulando 160 millones internacionalmente.

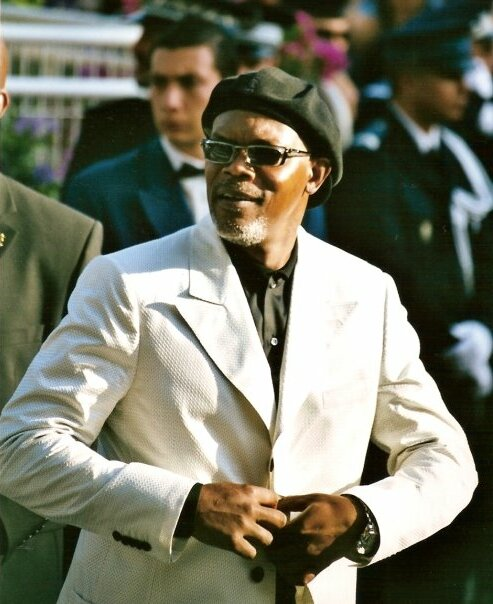
Samuel L. Jackson en el Festival de Cine de Cannes en 2005.

Después llegarían Shaft (2000), que también fue bien recibida por gran parte de la prensa cinematográfica, y El protegido (2000), de M. Night Shyamalan, en la que volvió a coincidir con Bruce Willis. La película sumó más de 245 millones. En 2002 protagonizó XXX (2002), que fue un gran éxito de taquilla con más de 142 millones solo en Estados Unidos y el drama Changing Lanes (2002) junto a Ben Affleck; además de volver a participar en la saga Star Wars en Star Wars: Episode II - Attack of the Clones (2002), de nuevo dirigida por George Lucas.
Posteriormente encadenaría títulos como S.W.A.T. (2003), con Colin Farrell, Twisted (2004), junto a Ashley Judd y Andy Garcia y que fue destrozada por los críticos, obteniendo solo un 2% de comentarios positivos; además de prestar su voz a la cinta de animación The Incredibles (2004) también dio su voz para el Oficial Tenpenny en Grand Theft Auto: San Andreas y protagonizar el drama deportivo Coach Carter (2005). Nuevamente fue dirigido por Quentin Tarantino en Kill Bill: Vol 2 (2004) y volvió a interpretar a Augustos Eugene Gibbons en XXX: Estate of the Union (2005), que no funcionó en taquilla. Después vendría Snakes on a Plane (2006), que fue bien recibida por la prensa pero finalmente solo sumó 34 millones en Estados Unidos, pese a la gran promoción en Internet meses antes del estreno. A su vez, participó en Star Wars: Episodio III - La venganza de los Sith película que cerraría la llamada trilogía de precuela de la saga Star Wars.
En los últimos años encadenaría títulos como la cinta de terror 1408 (2007) con John Cusack, o la película de acción cuyo reparto era encabezado por Hayden Christensen Jumper (2008) o Lakeview Terrace (2008), en la que daba vida a un policía que atormentaba a sus vecinos. También cabe destacar su participación en películas como The Spirit (2008), en la que compartía cartel con Scarlett Johansson, Paz Vega y Eva Mendes, que no recibió el apoyo de gran parte de la crítica y cuya respuesta comercial no fue la esperada. También participó en la comedia The Other Guys (2010) junto a Dwayne Johnson, protagonizada por Mark Wahlberg y Will Ferrell.
Tuvo otros papeles en películas connotadas como Django Unchained (2012), la versión de Robocop (2014), Kingsman: The Secret Service (2014), Kong: La Isla Calavera (2017) y Glass (2019) volviendo con el personaje Elijah Price de El protegido (2000).
Del Universo Cinematográfico de Marvel interpreta a Nick Fury director de S.H.I.E.L.D., participó con cameos sin créditos en Iron Man (2008), Thor (2011) y Capitán América: el primer vengador (2011), y tuvo su estreno en el personaje en Iron Man 2 (2010), protagonizada por Robert Downey Jr. y Mickey Rourke, y que acumuló más de 620 millones en las taquillas mundiales; Volvería a encarnar a Nick Fury en The Avengers (2012) que recaudó $1.518 millones de dólares en todo el mundo. Y repitió su papel en Captain America: The Winter Soldier (2014), Avengers: Age of Ultron (2015), Avengers: Infinity War (2018) que recaudó 2046 millones de dólares en todo el mundo, Capitana Marvel (2019) en donde tuvo una gran carga de trabajo en posproducción para rejuvenecer el rostro del actor, Avengers: Endgame (2019) y Spider-Man: Lejos de casa (2019).
El 24 de junio de 2021 se confirmó que le iba a ser concedido el Oscar Honorífico junto a Liv Ulman, entre otros.

## Filmografía

### Cine
| Año  | Título                                                        | Personaje                       | Notas                                      |
| ---- | ------------------------------------------------------------- | ------------------------------- | ------------------------------------------ |
| 1968 | El planeta de los simios                                      | Extra                           | Cortometraje                               |
| 1972 | Together for Days                                             | Stan                            |                                            |
| 1981 | Ragtime                                                       | Miembro de la pandilla #2       |                                            |
| 1987 | Magic Sticks                                                  | Bum                             | Acreditado como Sam Jackson                |
| 1987 | Eddie Murphy Raw                                              | Tío de Eddie                    | Sketch                                     |
| 1988 | Coming to America                                             | Asaltante                       |                                            |
| 1988 | School Daze                                                   | Leeds                           |                                            |
| 1989 | Do the Right Thing                                            | Señor Love Daddy                |                                            |
| 1989 | Sea of Love                                                   | Tipo Negro                      |                                            |
| 1990 | Def by Temptation                                             | Ministro Garth                  |                                            |
| 1990 | A Shock to the System                                         | Ulysses                         |                                            |
| 1990 | Betsy's Wedding                                               | Despachador de taxis            |                                            |
| 1990 | Mo' Better Blues                                              | Madlock                         |                                            |
| 1990 | The Exorcist III                                              | Hombre ciego en el sueño        |                                            |
| 1990 | Goodfellas                                                    | Parnell Steven "Stacks" Edwards |                                            |
| 1990 | The Return of Superfly                                        | Nate Cabot                      |                                            |
| 1991 | Strictly Business                                             | Monroe                          |                                            |
| 1991 | Jungle Fever                                                  | Gator Purify                    |                                            |
| 1992 | Juice                                                         | Trip                            |                                            |
| 1992 | Juego de patriotas                                            | LCDR Robby Jackson              |                                            |
| 1992 | White Sands                                                   | Greg Meeker                     |                                            |
| 1992 | Jumpin' at the Boneyard                                       | Sr. Simpson                     |                                            |
| 1992 | Johnny Suede                                                  | B-Bop                           |                                            |
| 1992 | Fathers & Sons                                                | Marshall                        |                                            |
| 1993 | True Romance                                                  | Big Don                         |                                            |
| 1993 | Menace II Society                                             | Tat Lawson                      |                                            |
| 1993 | Loaded Weapon 1                                               | Sargento Wes Luger              |                                            |
| 1993 | Amos y Andrew                                                 | Andrew Sterling                 |                                            |
| 1993 | Parque Jurásico                                               | John Raymond Arnold             |                                            |
| 1993 | The Meteor Man                                                | Dre                             |                                            |
| 1994 | Fresh                                                         | Sam                             |                                            |
| 1994 | Pulp Fiction                                                  | Jules Winnfield                 |                                            |
| 1994 | The New Age                                                   | Dale                            |                                            |
| 1994 | Hail, Caesar!                                                 | Cartero                         | Cameo                                      |
| 1994 | Asalto a West Point: El consejo de guerra a Johnson Whittaker | Richard Theodore Greener        |                                            |
| 1995 | Kiss of Death                                                 | Calvin Hart                     |                                            |
| 1995 | Die Hard with a Vengeance                                     | Zeus Carver                     |                                            |
| 1995 | Losing Isaiah                                                 | Kadar Lewis                     |                                            |
| 1995 | Fluke                                                         | Rambo                           | Voz                                        |
| 1996 | The Great White Hype                                          | Reverendo Fred Sultan           |                                            |
| 1996 | A Time to Kill                                                | Carl Lee Hailey                 |                                            |
| 1996 | The Long Kiss Goodnight                                       | Mitch Henessey                  |                                            |
| 1996 | Sydney                                                        | Jimmy                           |                                            |
| 1996 | Trees Lounge                                                  | Wendell                         |                                            |
| 1996 | Teens and Guns: Preventing Violence                           | Él mismo                        | Documental mostrado en escuelas            |
| 1996 | The Search for One-eye Jimmy                                  | Coronel Ron                     |                                            |
| 1997 | 187                                                           | Trevor Garfield                 |                                            |
| 1997 | Eve's Bayou                                                   | Louis Batiste                   | Productor                                  |
| 1997 | Jackie Brown                                                  | Ordell Robbie                   |                                            |
| 1998 | Esfera                                                        | Harry Adams                     |                                            |
| 1998 | The Negotiator                                                | Teniente Danny Roman            |                                            |
| 1998 | The Red Violin                                                | Charles Morritz                 |                                            |
| 1998 | Out of Sight                                                  | Hejira Henry                    | Sin acreditar                              |
| 1999 | Star Wars: Episodio I - La amenaza fantasma                   | Mace Windu                      |                                            |
| 1999 | Deep Blue Sea                                                 | Russell Franklin                |                                            |
| 2000 | Rules of Engagement                                           | Coronel Terry L. Childers       |                                            |
| 2000 | Shaft                                                         | John Shaft                      |                                            |
| 2000 | El protegido                                                  | Elijah Price                    |                                            |
| 2001 | The Caveman's Valentine                                       | Romulus Ledbetter               | Productor ejecutivo                        |
| 2001 | The 51st State                                                | Elmo McElroy                    |                                            |
| 2001 | Changing Lanes                                                | Doyle Gipson                    |                                            |
| 2002 | Star Wars: Episodio II - El ataque de los clones              | Mace Windu                      |                                            |
| 2002 | xXx                                                           | Agente Augustus Gibbons         |                                            |
| 2002 | The 51st State                                                | Elmo McElroy                    |                                            |
| 2002 | No Good Deed                                                  | Jack Friar                      |                                            |
| 2003 | Basic                                                         | Sergento Nathan West            |                                            |
| 2003 | S.W.A.T.                                                      | Sargento Dan "Hondo" Harrelson  |                                            |
| 2004 | Twisted                                                       | John Mills                      |                                            |
| 2004 | Kill Bill: Volumen 2                                          | Rufus                           | Cameo                                      |
| 2004 | The Incredibles                                               | Lucius Best / Frozone           | Voz                                        |
| 2004 | In My Country                                                 | Langston Whitfield              |                                            |
| 2004 | Unforgivable Blackness: The Rise and Fall of Jack Johnson     | Jack Johnson                    | Voz                                        |
| 2004 | The N-Word                                                    | Él mismo                        |                                            |
| 2005 | Coach Carter                                                  | Entrenador Ken Carter           |                                            |
| 2005 | XXX: State of the Union                                       | Agente Augustus Gibbons         |                                            |
| 2005 | Star Wars: Episodio III - La venganza de los Sith             | Mace Windu                      |                                            |
| 2005 | El Jefe                                                       | Derrick Vann                    |                                            |
| 2006 | Freedomland                                                   | Lorenzo Council                 |                                            |
| 2006 | Snakes on a Plane                                             | Neville Flynn                   |                                            |
| 2006 | Home of the Brav                                              | Dr. Will Marsh                  |                                            |
| 2007 | Farce of the Penguins                                         | Narrador                        |                                            |
| 2007 | El lamento de la serpiente negra                              | Lazarus Woods                   | Participa como cantante en la banda sonora |
| 2007 | 1408                                                          | Gerald Olin                     |                                            |
| 2007 | Resurrecting the Champ                                        | Bob Satterfield                 |                                            |
| 2007 | Cleaner                                                       | Tom Cutler                      |                                            |
| 2008 | Jumper                                                        | Agente Roland Cox               |                                            |
| 2008 | Iron Man                                                      | Nick Fury                       | Cameo                                      |
| 2008 | Star Wars: The Clone Wars                                     | Mace Windu                      | Voz                                        |
| 2008 | Lakeview Terrace                                              | Abel Turner                     |                                            |
| 2008 | Soul Men                                                      | Louis Hinds                     |                                            |
| 2008 | The Spirit                                                    | The Octopus                     |                                            |
| 2008 | Gospel Hill                                                   | Paul Malcolm                    | Sin acreditar                              |
| 2009 | Astro Boy                                                     | ZOG                             | Voz                                        |
| 2009 | Inglourious Basterds                                          | Narrador                        | Voz (sin acreditar)                        |
| 2010 | Quantum Quest: A Cassini Space Odyssey                        | Fear                            | Voz                                        |
| 2010 | Mother and Child                                              | Paul                            |                                            |
| 2010 | Unthinkable                                                   | H                               | Directo a video                            |
| 2010 | Iron Man 2                                                    | Nick Fury                       |                                            |
| 2010 | The Other Guys                                                | Detective PK Highsmith          |                                            |
| 2010 | Vengeance: A Love Story                                       | John Dromoor                    |                                            |
| 2011 | African Cats                                                  | Narrator                        | Voz                                        |
| 2011 | Thor                                                          | Nick Fury                       | Cameo                                      |
| 2011 | Capitán América: el primer vengador                           | Nick Fury                       | Cameo                                      |
| 2011 | Arena                                                         | Logan                           |                                            |
| 2012 | Fury                                                          | Foley                           |                                            |
| 2012 | The Avengers                                                  | Nick Fury                       |                                            |
| 2012 | Meeting Evil                                                  | Richie                          |                                            |
| 2012 | Zambezia                                                      | Tendai                          | Voz                                        |
| 2012 | Django Unchained                                              | Stephen                         |                                            |
| 2013 | Turbo                                                         | Whiplash                        | Voz                                        |
| 2013 | Oldboy                                                        | Chaney                          |                                            |
| 2014 | Robocop                                                       | Patrick "Pat" Novak             |                                            |
| 2014 | Reasonable Doubt                                              | Clinton Davis                   |                                            |
| 2014 | Captain America: The Winter Soldier                           | Nick Fury                       |                                            |
| 2014 | Kite                                                          | Karl Aker                       |                                            |
| 2014 | Big Game                                                      | Presidente William Alan Moore   |                                            |
| 2014 | Kingsman: The Secret Service                                  | Richmond Valentine              |                                            |
| 2015 | Avengers: Age of Ultron                                       | Nick Fury                       |                                            |
| 2015 | Barely Lethal                                                 | Hardman                         |                                            |
| 2015 | Cell                                                          | Tom McCourt                     |                                            |
| 2015 | The Hateful Eight                                             | Marquis Warren                  |                                            |
| 2016 | La leyenda de Tarzán                                          | George Washington Williams      |                                            |
| 2016 | Miss Peregrine's Home for Peculiar Children                   | Mr. Barron                      |                                            |
| 2017 | xXx: Return of Xander Cage                                    | Agente Augustus Gibbons         |                                            |
| 2017 | Kong: La Isla Calavera                                        | Preston Packard                 |                                            |
| 2017 | The Hitman's Bodyguard                                        | Darius Kincaid                  |                                            |
| 2018 | Avengers: Infinity War                                        | Nick Fury                       | Cameo                                      |
| 2018 | Life Itself                                                   | Él mismo                        |                                            |
| 2018 | Los Increíbles 2                                              | Lucius Best / Frozone           | Voz                                        |
| 2019 | Glass                                                         | Elijah Price                    |                                            |
| 2019 | Capitana Marvel                                               | Nick Fury                       |                                            |
| 2019 | Avengers: Endgame                                             | Nick Fury                       |                                            |
| 2019 | Son of Shaft                                                  | John Shaft II                   |                                            |
| 2019 | Spider-Man: Lejos de casa                                     | Nick Fury / Talos               | Coprotagonista como Nick Fury              |
| 2019 | The Last Full Measure                                         | Takoda                          |                                            |
| 2020 | The Banker                                                    | Joe Morris                      |                                            |
| 2021 | Spiral: From The Book of Saw                                  | Marcus Banks                    |                                            |
| 2021 | The Hitman's Wife's Bodyguard                                 | Darius Kincaid                  |                                            |
| 2021 | The Protégé                                                   | Moody Dutton                    |                                            |
| 2023 | The Marvels                                                   | Nick Fury                       |                                            |
| 2024 | The Garfield Movie                                            | Vic                             |                                            |
| 2024 | La lección de piano                                           | Doaker Charles                  |                                            |

### Televisión
| Año       | Título                                                 | Personaje                | Notas                                                          |
| --------- | ------------------------------------------------------ | ------------------------ | -------------------------------------------------------------- |
| 1976      | Movin' On                                              | Policía en patrulla      | Temporada 2; episodio 19: "Woman of Steel"                     |
| 1977      | The Displaced Person                                   | Sulk                     | Película para televisión                                       |
| 1978      | Milo Muse the Rabbit                                   |                          |                                                                |
| 1986      | Spenser, detective privado                             | Leroy Clancy / Ned       |                                                                |
| 1987      | Uncle Tom's Cabin                                      | George                   | Película para televisión                                       |
| 1989      | A Man Called Hawk                                      | Extra                    | Sin acreditar                                                  |
| 1989      | The Days and Nights of Molly Dodd                      | Brother Elvis            |                                                                |
| 1989      | Dead Man Out                                           | Calvin Fredricks         |                                                                |
| 1991      | Law & Order                                            | Taggert                  | Temporada 1; episodio 14: "The Violence of Summer"             |
| 1991      | La justicia de la mafia                                | Everett Hatcher          | Película para televisión                                       |
| 1992      | Fantasma escritor                                      | Reggie Jenkins           |                                                                |
| 1994      | Against the Wall                                       | Jamaal                   | Película para televisión                                       |
| 1995      | Shaquille O'Neal: Larger than Life                     | Narrador                 | Voz                                                            |
| 1997      | Happily Ever After: Fairy Tales for Every Child        | Alcalde                  | Voz Episodio: "The Pied Piper"                                 |
| 1997      | Off the Menu: The Last Days of Chasen's                |                          |                                                                |
| 1997      | The Directors: John Frankenheimer                      |                          |                                                                |
| 1999      | Forever Hollywood                                      |                          |                                                                |
| 2001      | Michael Jackson 30th Anniversary Special               | Él mismo                 | Anfitrión                                                      |
| 2001      | The Proud Family                                       | Joseph                   | Voz Episodio: "Seven Days of Kwanzaa"                          |
| 2002      | Fighting for Freedom: Revolution & Civil War           | Narrador                 | Voz                                                            |
| 2002      | The Art of Action: Martial Arts in the Movies          | Él mismo                 | Anfitrión                                                      |
| 2002      | Unchained Memories: Readings from the Slave Narratives | Narrador                 |                                                                |
| 2003      | Doggy Fizzle Televizzle                                | Él mismo                 | 1 episodio                                                     |
| 2005      | The Bondoocks                                          | Gin Rummy                | 8 episodios                                                    |
| 2005      | Extras                                                 | Él mismo                 | Episodio: "Samuel L. Jackson"                                  |
| 2005      | 2005 Spike Video Game Awards                           | Él mismo                 | Anfitrión                                                      |
| 2006      | Honor Deferred                                         | Narrador                 | Voz                                                            |
| 2006      | 2006 Spike Video Game Awards                           | Él mismo                 | Anfitrión                                                      |
| 2007      | Afro Samurai                                           | Afro Samurai Ninja Ninja | Voz Productor ejecutivo                                        |
| 2007      | Respect Yourself: The Stax Records Story               | Narrador                 |                                                                |
| 2007      | Stax 50th Anniversary Concert                          |                          |                                                                |
| 2007      | 2007 Spike Video Game Awards                           | Él mismo                 | Anfitrión                                                      |
| 2009      | Afro Samurai: Resurrection                             | Afro Samurai Ninja Ninja | Voz Productor                                                  |
| 2011      | The Sunset Limited                                     | Black Man                | Película para televisión                                       |
| 2011      | Prohibition                                            | Él mismo                 |                                                                |
| 2011      | Curiosity                                              | Él mismo                 | Episodio: "How Will the World End?"                            |
| 2011      | The Mountaintop                                        | Martin Luther King, Jr.  |                                                                |
| 2012      | 2012 Spike Video Game Awards                           | Él mismo                 | Anfitrión                                                      |
| 2012      | The Colbert Report                                     | Narrador publicitario    | Voz Episodio: "Carrie Rebora Barratt"                          |
| 2013      | Generations                                            | Él mismo                 | Cameo                                                          |
| 2013      | Talking Bad                                            | Él mismo                 | Episodio: "Confessions"                                        |
| 2013–2014 | Agents of S.H.I.E.L.D.                                 | Nick Fury                | Episodios: "0–8–4" y "Beginning of the End"                    |
| 2014      | Judge Judy Primetime                                   | Él mismo                 | Anfitrión                                                      |
| 2014      | Jimmy Kimmel Live!                                     | Dentista                 | Episodio: "Sweet Brown: Ain't Nobody Got Time for That"        |
| 2014      | Black Dynamite                                         | Capitán Quinton          | Episodios: "Black Jaws!" y "Finger Lickin' Chicken of the Sea" |
| 2020      | Staged                                                 | Él mismo                 | Episodio "Who the F#!k is Michael Sheen?"                      |
| 2021      | What If...?                                            | Nick Fury                | Voz                                                            |
| 2023      | Invasión Secreta                                       | Nick Fury                | Principal                                                      |
| 2025      | Espectáculo de medio tiempo del Super Bowl LIX         | Tío Sam                  | Invitado                                                       |

### Web
| Año  | Obra                                    | Teatro   | Personaje                    |
| ---- | --------------------------------------- | -------- | ---------------------------- |
| 2013 | Everything is Samuel L. Jackson's Fault | Él mismo | Cortometraje de Funny or Die |

### Videojuegos
| Año  | Videojuego                                         | Personaje                |
| ---- | -------------------------------------------------- | ------------------------ |
| 2004 | Grand Theft Auto: San Andreas                      | Agente Frank Tenpenny    |
| 2008 | Afro Samurai                                       | Afro Samurai Ninja Ninja |
| 2010 | Iron Man 2                                         | Nick Fury                |
| 2011 | Lego Star Wars III: The Clone Wars                 | Mace Windu               |
| 2013 | Heroes of Newerth                                  | Anunciador               |
| 2014 | Disney Infinity: Marvel Super Heroes (2.0 Edition) | Nick Fury                |

### Audiolibros
| Año  | Obra                 |
| ---- | -------------------- |
| 2011 | Go the Fuck to Sleep |
| 2012 | A Rage in Harlem     |

## Premios y distinciones
Premios Óscar
| Año  | Categoría              | Película     | Resultado |
| ---- | ---------------------- | ------------ | --------- |
| 1995 | Mejor actor de reparto | Pulp Fiction | Nominado  |
| 2021 | Oscar Honorífico       | -            | Ganador   |

Premios Globo de Oro
| Año  | Categoría                           | Película         | Resultado |
| ---- | ----------------------------------- | ---------------- | --------- |
| 1998 | Mejor actor - Comedia o musical     | Jackie Brown     | Nominado  |
| 1997 | Mejor actor de reparto              | A Time to Kill   | Nominado  |
| 1995 | Mejor actor de reparto              | Pulp Fiction     | Nominado  |
| 1995 | Mejor actor - Miniserie o telefilme | Against the Wall | Nominado  |

Premios BAFTA
| Año  | Categoría              | Película     | Resultado |
| ---- | ---------------------- | ------------ | --------- |
| 1995 | Mejor actor de reparto | Pulp Fiction | Ganador   |

Premios del Sindicato de Actores
| Año  | Categoría              | Película     | Resultado |
| ---- | ---------------------- | ------------ | --------- |
| 1995 | Mejor actor de reparto | Pulp Fiction | Nominado  |

Festival Internacional de Cine de Cannes
| Año  | Categoría              | Película     | Resultado |
| ---- | ---------------------- | ------------ | --------- |
| 1991 | Mejor actor secundario | Jungle Fever | Ganador   |